# 성공의 성모
성공의 성모(스페인어: Nuestra Señora del Buen Suceso) 또는 경사의 성모는 에콰토르 퀴토 [it]에서 마리아나 데 헤수스 토레스 수녀에게 나타났다고 전해지는 성모 마리아의  호칭이다.